# Corytophanes
Corytophanes – rodzaj nadrzewnych jaszczurek z rodziny hełmogwanowatych (Corytophanidae), w języku polskim określanych pod nazwą hełmogwany.

## Zasięg występowania
Rodzaj obejmuje gatunki występujące w środkowej części Ameryki (Meksyk, Belize, Gwatemala, Salwador, Honduras, Nikaragua, Kostaryka, Panama i Kolumbia).

## Charakterystyka
Przedstawiciele obydwu płci mają typowy dla rodziny hełm na głowie. Przebywają w koronach drzew. Żywią się owadami i innymi małymi zwierzętami.

## Systematyka

### Etymologia
- Corytophanes (Corythophanes): gr. κορυς korus, κορυθος koruthos „chełm”[7]; -φανης -phanēs „pokazujący”, od φαινω phainō „pokazywać”[8].
- Chamaeleopsis: rodzaj Chamaeleo Laurenti, 1768; οψις opsis, οψεως opseōs „wygląd, oblicze, twarz”[9]. Gatunek typowy: Chamaeleopsis hernandezii Wiegmann, 1831.

### Podział systematyczny
Do rodzaju należą następujące gatunki:
- Corytophanes cristatus (Merrem, 1820) – legwan hełmiasty
- Corytophanes hernandesii (Wiegmann, 1831)
- Corytophanes percarinatus Duméril, 1856